# Estado del Delta
El estado del Delta es uno de los treinta y seis estados pertenecientes a la República Federal de Nigeria.

## Localidades con población en marzo de 2016
- Aniocha North 143,300
- Aniocha South 195,600
- Bomadi 118,500
- Burutu 286,400
- Ethiope East 276,700
- Ethiope West 279,200
- Ika North East 251,800
- Ika South 230,100
- Isoko North197,700
- Isoko South 323,800
- Ndokwa East 142,200
- Ndokwa West 206,600
- Okpe 176,800
- Oshimili North 163,200
- Oshimili South 206,600
- Patani 92,800
- Sapele 240,000
- Udu 196,200
- Ughelli North 441,600
- Ughelli South 292,800
- Ukwuani 163,900
- Uvwie 259,900
- Warri North 187,500
- Warri South 429,600
- Warri South West 160,500

## Territorio y población
Este estado posee una superficie territorial que abarca unos 17.698 kilómetros cuadrados. La población se eleva a la cifra de 5.663.400 personas (datos del censo del año 2006). La densidad poblacional es de 244,7 habitantes por cada kilómetro cuadrado de esta división administrativa.
El Estado del Delta está habitado, principalmente, por los pueblos urhobo, isoko, ijaw, ika, ukwani, igbo, itsekiri y olukumi.